# GSAT-10
Gsat-10 — индийский телекоммуникационный спутник, эксплуатируемый компанией Insat. Космический аппарат был выведен на орбиту ракетой-носителем Ариан-5 28 сентября 2012 в 21:18 UTC.

## Описание
Gsat-10 был разработан компанией ISRO на базе платформы I-3K (I-3000). Это уже шестой спутник, созданный на этой платформе для индийской космической программы. Масса спутника — 3435 кг. В качестве полезной нагрузки он несёт 18 транспондеров C-диапазона и 12 транспондеров Ku-диапазона. Ожидается, что спутник прослужит как минимум 15 лет.
Одной из важных функций спутника является передача сигналов индийской системы GAGAN для улучшения качества навигации по GPS на территории Индии. Эта система региональной коррекции предназначена для улучшения качества навигации для самолётов в районе аэропортов. Gsat-10 является вторым спутником, несущим ПН системы GAGAN, первым является спутник Gsat-8, запущенный в 2008 году. Благодаря применению этой системы точность позиционирования в сложных (например городских) условиях, когда число доступных спутников GPS ограничено возрастёт до 5-7 метров. Спутник находится в одной точке со спутниками InSAT-4A и GSAT-12.

Рабочей точкой работы спутника является точка, имеющая долготу 83 градуса в. д.